# Сеймур, Эдвард, 3-й баронет

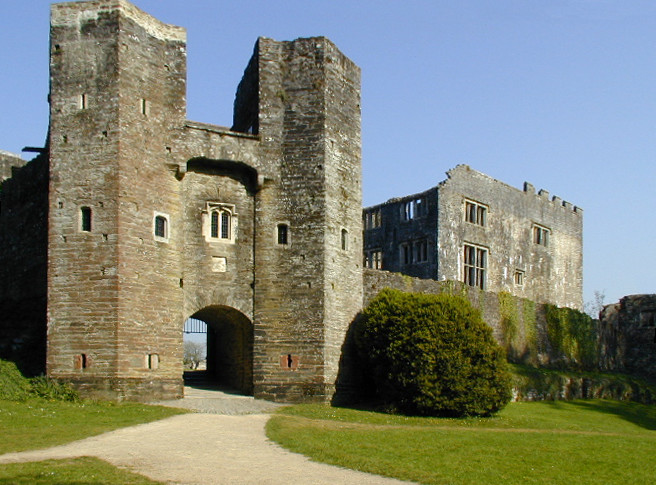
Замок Берри-Померой

Эдвард Сеймур, 3-й баронет из замка Берри-Померой (англ. Sir Edward Seymour, 3st Baronet; 10 сентября 1610 — 4 декабря 1688) — английский дворянин и политик, который трижды заседал в Палате общин. Он сражался за дело роялистов во время Гражданской войны в Англии.

## Биография
Родился 10 сентября 1610 года. Старший сын сэра Эдварда Сеймура, 2-го баронета (ок. 1580—1659), из замка Берри Померой, и его жены Дороти Киллегрю (? — 1643). Потомок Эдварда Сеймура, 1-го герцога Сомерсета, по старшей линии. Из-за прелюбодеяния первой жены герцога герцогский титул был передан с предпочтением сыновьям от его второго брака.
В апреле 1640 года Эдвард Сеймур был избран членом парламента от Девона в Коротком парламенте. Он был переизбран депутатом парламента от Девона в Долгом парламенте в ноябре 1640 года. В 1642 году он был назначен полковником роялистской армии, а в 1643 году был лишён возможности заседать в парламенте. В конце Гражданской войны он был заключен в тюрьму в Эксетере и не был освобожден до 1655 года. Он унаследовал баронетство Берри-Померой после смерти своего отца в 1659 году.
После Реставрации в 1660 году Эдвард Сеймур стал заместителем лорда-лейтенанта Девона, в 1661 году он был избран депутатом от Тотнеса в парламенте Кавалеров и заседал до 1679 года. Он был назначен вице-адмиралом Девона в 1677 году и занимал эту должность до своей смерти. Он занимал пост верховного шерифа Девона в 1679—1680 годах. Он был переизбран депутатом парламента от Тотнеса в 1685 году и заседал до своей смерти.
Эдвард Сеймур умер в возрасте 78 лет и был похоронен 7 декабря 1688 года. После его смерти была составлена опись замка Берри-Померой.

## Семья
В 1630 году сэр Эдвард Сеймур женился на Энн Портман (1609—1695), дочери сэра Джона Портмана, 1-го баронета (? — 1612), из Орчарда Портмана, Сомерсет, и его жены Энн Гиффорд (? — 1651/1652). У них было пятеро сыновей и одна дочь:
- Сэр Эдвард Сеймур, 4-й баронет (1633 — 17 февраля 1708), старший сын и преемник отца
- Капитан Хью Сеймур
- Капитан Чарльз Сеймур
- Уильям Сеймур, умер неженатым
- Генри Сеймур Портман из Орчард-Портмана, Сомерсет (ок. 1637 — 23 февраля 1728), который присвоил себе имя Портман после смерти своего двоюродного брата сэра Уильяма Портмана, 6-го баронета (1643—1690). Первым браком женился на Пенелопе Хаслвуд, дочери сэра Уильяма Хаслвуда из Мэйдвелла, Нортгемптон. Его второй женой стала Мелиора Фитч, дочь Уильяма Фитча из Хиг-Холла, Дорсет. Его вдова вышла замуж за Томаса Фаунса. Он умер, не оставив потомства ни от одного из своих браков.
- Элизабет Сеймур, с 1666 года замужем за сэром Джозефом Треденемом (ок. 1641—1707) из Трегони, Корнуолл.